# Gazy Andraus

Capa do fanzine Homo Eternus n. 1 © 1993 por Gazy Andraus está licenciada sob CC BY-NC-SA 4.0

Gazy Andraus (Ituiutaba, 11 de janeiro de 1967) é um professor universitário, quadrinhista e pesquisador brasileiro de histórias em quadrinhos e fanzines. Como autor, produz diversos fanzines e HQs, especialmente no que convencionou-se chamar de "quadrinhos poético-filosóficos" (que também contam com produções de autores como Flávio Calazans e Edgar Franco). Inspirado por autores de quadrinhos franco-belga como Philippe Druillet e Philippe Caza, publicados na década de 1970 na páginas da revista Métal hurlant.
É atualmente professor substituto do Instituto Federal de São Paulo (IFSP), câmpus de S. José do Rio Preto, na disciplina de Arte. Possui  doutorado em Ciências da Comunicação pela Universidade de São Paulo e mestrado em Artes Visuais pela Universidade Estadual Paulista. . Atualmente tem pós-doutorado em que pesquisou os artezines (fanzines de arte), realizado pelo PPGACV na FAV da UFG (ex-bolsista PNPD-CAPES), com relatório final aprovado em 04/05/2024.
Como quadrinista, tem publicado em fanzines e revistas nacionais e internacionais como o zine francês "La Bouche du Monde nº. 7 e nº. 8 e publicações brasileiras tais como QI, Barata, Matrix (premiado como Melhor Fanzine no Troféu HQ-MIX em São Paulo, SP e também na 1ª Bienal Internacional de HQ, no Rio de Janeiro, RJ, ambos em 1991), Ideário, Mandala, Fêmea Feroz, Metal Pesado e Brasilian Heavy Metal .
É coeditor na seção "Parceiros" com suas publicações em fanzines, zines, artezines e auto-edições no site Marca de Fantasia.
Na área de pesquisa, escreve livros e capítulos sobre quadrinhos e fanzines, e artigos para congressos nacionais e internacionais, tendo colaborado com os sites Omelete Impulso HQ e Bigorna.net. 
Um livro recente,  publicado pela UFG é o Dossiê "FANZINES, ARTEZINES E BIOGRAFCZINES - publicações mutantes",  coorganizado com Henrique Magalhães, dentro da série de ebooks Desenrêdos e editado pela CEGRAF/UFG em 2021 
Em 1999, apresentou a dissertação de mestrado Existe o quadrinho no vazio entre dois quadrinhos? (ou: O Koan nas Histórias em Quadrinhos Autorais Adultas), em 2007, ganhou o 19º Troféu HQ Mix na categoria de "melhor tese de doutorado" por sua pesquisa As histórias em quadrinhos como informação imagética integrada ao ensino universitário, defendida na Universidade de São Paulo.
Em 2023 recebeu o Prêmio Alumni-USP agraciado com o Troféu aos egressos da USP na Categoria “Contribuições em arte e cultura”, devido a seu trabalho de mais de 10 anos após o doutoramento (em 2006) em difusão acerca da importância das Histórias em Quadrinhos e dos Fanzines que gerou impactos positivos na sociedade. 
Em 29 de outubro de 2024 recebeu a moção de congratulação da Câmara Municipal de Campo Grande-MS, como homenagem por sua contribuição para o desenvolvimento social pelas histórias em quadrinhos. 
Em 2012 criou o "Dia Nacional do Fanzine", iniciado em 12 de outubro a partir daquele ano, graças ao Fanzine "Ficção" lançado em 12/10/1965. A data foi deliberada após presenciar no evento da "Fanzinada" de Thina Curtis, acerca do dia mundial do fanzine. O intuito será, futuramente, oficializar como projeto a data comemorativa junto a Edson Rontani Jr. (filho de Rontani) e Thina Curtis, cujo evento fomentou a ideia por ele criada. 
Desde 2020 criou seu canal "GaZine" no youtube, para explorar histórico, conceitos e atualidades acerca do universo dos fanzines, zines, biograficzines e artezines.
É membro do Observatório de Histórias em Quadrinhos da Escola de Comunicações e Artes da Universidade de São Paulo, tendo colaborado com a revista Quadreca, da ECA-USP, membro também da ASPAS (Associação de Pesquisadores em Arte Sequencial), Criação e Ciberarte da Universidade Federal de Goiás., Educação e Quadrinhos da UFPE (http://dgp.cnpq.br/dgp/espelhorh/0256950026952623) em duas linhas de abordagens: Quadrinhos como recursos didáticos e Linguagens e Histórias em Quadrinhos. Atuamente também integra o Grupo Diálogos em Educação Especial - Inclusão e humanização. Fez parte do grupo INTERESPE (Interdisciplinaridade e Espiritualidade na Educação (PUC-SP). 
Na área artística de HQ e fanzines, integra o Grupo AQC como membro da comissão de premiação do Troféu Ângelo Agostini (desde 2015).

## Vida pessoal
Filho de imigrantes libaneses, Gazy Andraus nasceu em 11 de janeiro de 1967 em Ituiutaba, Minas Gerais.

## Biografia
Em 1987, quando cursava licenciatura plena em Educação Artística na FAAP, passou a colaborar com o fanzine Barata de Flavio Calazans, em 1989, com amigos da FAAP criou o fanzine Matrix, em 1993, começa uma parceria com Edgard Guimarães, editor do fanzine QI, Edgard possuía um projeto de publicação e divulgação de autores independentes, Gazy publicou a tetralogia Homo Eternus, com HQs que haviam saído em outros fanzines e histórias inéditas. Em 1994, em parceria com Edgar Franco, publicou o fanzine Irmãos Siameses.
Em 1995, começa a publicar na revista Tyli-Tyli da editora Marca de Fantasia, fundada por Henrique Magalhães, a partir da nona edição, a revista passou a se chamar Mandala. Em 1996, participou do álbum Brasilian Heavy Metal, uma edição da revista Heavy Metal só com autores brasileiros editado por Dario Chaves. Em 2001, publicou o álbum Ternário Men pela editora Marca de Fantasia.
De 2017 a 2021 publicou suas arte pela Editora Criativo, via álbum Sketchbook e Post Art Collection, além dos 4 volumes em formato álbum da série de HQs curtas "Homo Eternus" (a partir de seus zines originais, mas ampliados e atualizados, com capas coloridas e textos adicionais, incluindo posfácios de Edgar Franco e Mozart Couto)
Em 2019, ao lado de Edgar Franco, Danielle Barros e Alberto de Souza, criou a ANZINE (Associação Nacional de Pesquisa e Criação de Fanzines).
Em outubro de 2020, participou da antologia de contos 2021, publicada pela Marca de Fantasia editada por Edgar Franco, onde fez um conto inspirado em uma ilustração feita por Edgar. A antologia publicada veneceu o Prêmio Argos